# The Minds of 99
The Minds of 99 er et dansk pop post-punk rockband etableret i 2012. Den består af Anders Folke Larsen (guitar), Asger Wissing (bas), Jacob Bech-Hansen (synthesizere, programmering og keyboard), Louis Clausen (trommer)og Niels Brandt (vokal). Gruppen har udgivet fire studiealbums og modtaget en række musikpriser.
De har spillet på Orange Scene på Roskilde Festival (2015 og 2018) og haft udsolgte koncerter på de største arenaer i Danmark, Ceres Arena (Aarhus, 2019), Royal Arena (Amager, 2019), Parken (København, 2021, 2024) og BOXEN (Herning, 2022).
Koncertfilmen The Minds of 99 - Tre døgn i Parken fra februar 2025 viser scener fra bandets tre udsolgte koncerter i Parken i 2024.

## Historie

### Etablering
| Citat                                    | Det handlede om, at vi lyttede, og at vi havde rammerne til, at vi kunne gøre det. Vi var væk fra verden, men til stede og klar, da muligheden pludselig bød sig. Det er det der med at have respekt for tilfældighederne. At være åben for livet og de ting, det tilbyder en, og så rent faktisk bruge det. | Citat |
| Niels Brandt, Politiken, 26. april 2014. | |       |

Niels Brandt (forsanger), Jacob Bech-Hansen (synth), Mikkel Bech-Hansen (keys) og Asger Wissing (bas) har kendt hinanden siden børnehaveklassen på Lindevangskolen på Frederiksberg. Anders Folke Larsen (guitar) og Louis Clausen (trommer) stødte til vennegruppen i begyndelsen af teenageårene. I april 2012 mødtes de seks i et køkken i Smallegade, og på Niels Brandts opfordring besluttede de at danne et band. Gruppens navn var inspireret af, at Brandt havde lyttet til The KLFs nummer Justified and Ancient, hvor der undervejs bliver rappet Make mine a "99", hvilket han fejlhørte som Minds of 99.
I sommeren 2012 tog de i sommerhus på Fanø og indspillede grundsporene til flere af de sange, som sidenhen endte på deres debutalbum. Blandt de første indspilninger var Det er Knud som er død (2014). Teksten blev oprindeligt skrevet af Tom Kristensen som reaktion på polarforskeren Knud Rasmussens død i 1933, og blev trykt i Politiken dagen efter Rasmussens død. Niels Brandt fik digtet på et postkort fra en ven og blev så draget af teksten, at han satte musik til. Senere fandt Brandt ud af, at Knud Rasmussen havde været hans morfars gudfar.

### 2013-2014 – KarriereKanonen og debutalbum
| Citat                                                                    | The Minds of 99 er den vildeste arvtager til 80'er-helte som Kliché. Det er temperamentsfuldt og poetisk, og jeg har sjældent oplevet et dansk band være så intenst. | Citat |
| Nicholas Kawamura (jurymedlem i KarriereKanonen), GAFFA, 7. august 2017. | |       |

Sidst i 2012 meldte Asger Wissing bandet til KarriereKanonen, og de blev i foråret 2013 udvalgt blandt årets 12 deltagere. Efter koncerter på Spot Festival og Smukfest blev The Minds of 99 den 6. august 2013 kåret som en af de tre vindere af KarriereKanonen. Som led i KarriereKanonens forløb blev The Minds of 99 parret med manageren Ole Nørup og skrev kontrakt med pladeselskabet No3. De indledte herefter et frugtbart samarbejde med produceren Carsten Heller. Det første resultat af samarbejdet var Det er Knud som er død, som blev P3’s Uundgåelige i 2014.
12. maj 2014 kom gruppens debutalbum, The Minds of 99, og blev modtaget med overvejende positive anmeldelser. Ved udgangen af 2014 blev bandet nomineret til fem priser ved Steppeulven.

### 2015 –Liber
| Citat                                           | Jeg har det, som om vi laver nøjagtigt den musik, vi kan og har lyst til at lave, og jeg føler ikke, vi er afhængige af, at det skal kunne noget bestemt. Det er sangene, der bestemmer. | Citat |
| Niels Brandt om Liber, GAFFA, 16. oktober 2015. | |       |

I juli 2015 åbnede gruppen Orange Scene på Roskilde Festival med en koncert, der blev kaldt for den bedste åbning af Orange Scene i mange år og en af de mest mindeværdige åbningskoncerter på Orange Scene i årevis.
14. august samme år udgav gruppen singlen Stjerner på himlen, som skulle blive den første af flere til deres kommende album. I en pressemeddelelse fortalte Niels Brandt, at flere af sangene opstod i forbindelse med debutalbummet, og at det nye album var som en forlængelse af debuten hvad angår såvel indhold som lyd. Sangen blev P3’s Uundgåelige.
16. oktober 2015, knap halvandet år efter debutalbummet, udsendte bandet deres andet album, Liber. Niels Brandt har om Liber sagt, at pladen hedder Liber, som er latin for "den frie". Det gennemgående tema er, at vi laver den plade, vi har lyst til at lave, og den handler i det store hele om indre frihed. Liber blev senere kåret til årets danske album af både Politiken og Berlingske.
Ved Danish Music Awards 2016 vandt gruppen i kategorien Årets danske rockudgivelse. Ved Gaffa Awards vandt den Årets danske rockudgivelse. Ved Steppeulven vandt albummet i kategorien Årets udgivelse, og The Minds of 99 vandt i kategorien Årets orkester.

### 2016-2019 –Solkongen
| Citat                                             | Det er ikke bare en plade, for os er det også en tid – en overgangstid, der også afspejler verden omkring os. En verden, der er ekstremt fragmenteret og sværere at overskue end nogensinde. | Citat |
| Niels Brandt om Solkongen, GAFFA, 17. marts 2018. | |       |

I sommeren 2016 trådte en af bandets grundlæggere, Mikkel Bech-Hansen ud af bandet. I september 2016 sad de resterende medlemmer på Gæstgiveren på Bornholm for at beslutte, om de ville fortsætte. Til Gaffa har Niels Brandt fortalt: ”Vi sad oppe ved baren, hvor vi kunne kigge ned til venstre, hvor Gasolin' var blevet enige om at gå i opløsning og til højre, hvor vores studie lå. Så sad vi der og fandt ud af, hvad der skulle ske. Vi drak os pissehamrende fulde, og om morgenen dagen efter spillede jeg en ny sang, jeg havde skrevet for resten af bandet, og det var 'Solkongen'.
Gruppen udsendte i oktober 2017 EP’en Solkongen (Del 1), hvorfra nummeret Ubåd med linjerne ”I min ubåd lægger jeg nu planer, flere end du aner” vakte opsigt blandt nogle medier, fordi ubådsdrabet på journalisten Kim Wall samtidig blev efterforsket. Niels Brandt understregede, at sangen var skrevet et år forinden, og bandet valgte at tage den med, fordi drabsmanden ikke skulle få lov til at ødelægge mere. 
Det fulde album blev udgivet 23. februar 2018 med Solkongen (Del 2), og blev med få undtagelser modtaget positivt og med begejstring, og blev kaldt en generationsstemme.. Arbejdet med at finde sig selv som orkester og skabe Solkongen blev skildret i Kasper Kiertzners dokumentarfilm Stor som en sol, der fik premiere på CPH:DOX den 20. marts 2018.
Gruppen spillede sommeren 2018 på Roskilde Festivalens Orange Scene foran op mod 80.000 mennesker.

### 2019-nu
I 2019 afholdt gruppen en koncert for 6000 personer ved Dodekalitten på Lolland. Koncerten blev optaget og udgivet på livealbummet Solkongen - Live fra Dodekalitten i 2022.
Gruppen lancerede i oktober 2019 deres første engelsksprogede single, 1,2,3,4, og november 2019 fulgte den dansksprogede Som fluer.
Samme måned gennemførte bandet deres hidtil største tour i danske indendørsarenaer. The Minds of 99 optrådte ved udsolgte koncerter i Royal Stage i Aalborg, Ceres Arena i Aarhus og Royal Arena i København.
Singlen Big City, Bright Lights udkom i marts 2020 suppleret af en animeret musikvideo.
De annoncerede kort efter turneens afslutning, at de ville spille i Parken 12. september 2020, men på grund af coronaviruspandemien, der førte til nedlukning af Danmark i marts 2020, blev koncerten udsat til 2021. Den udsolgte og anmelderroste koncert i Parken 11. september 2021 med 52.000 tilhørere blev det første stadionshow i Europa, efter at Danmark og mange andre lande som følge af coronaen var blevet lukket ned i 2020 og kom til at markere genåbningen af landet.
I weekenden 21. til 23. juni 2024 op til Sankthans spillede The Minds of 99 i Parken for 147.000 mennesker i tre stort set udsolgte koncerter. Det var første gang i Parkens historie, at et navn spillede tre stadionkoncerter i træk. Optagelser af de tre koncerter blev til koncertfilmen The Minds of 99 - Tre døgn i Parken instrueret af Martin Werner, der fik premiere i danske biografer i februar 2025.

## Diskografi

### Albums
- The Minds of 99 (maj 2014)
- Liber  (oktober 2015)
- Solkongen (februar 2018)
- Live Roskilde Festival 2018 (december 2018
- Solkongen - Live fra Dodekalitten (december 2020)
- Infinity Action (januar 2022)
- Live i Parken (januar 2023)

### EP'er
- Solkongen del 1 (27. oktober 2017)
- Solkongen del 2 (23. februar 2018)
- Infinity Action: Kult & B-sider (7. januar 2023)

### Singler
- "Det er Knud som er død" (februar 2014)
- "Et barn af min tid" (april 2014)
- "Hurtige hænder" (september 2014)
- "Rav" (november 2014)
- "Stjerner På Himlen" (august 2015)
- "Ma Cherie Bon Bon" (oktober 2015)
- "Hjertet følger med" (marts 2016)[53]
- "I'm Gonna Die" (september 2017)
- "Alle skuffer over tid" (januar 2018)
- "1,2,3,4" (oktober 2019)
- "Som Fluer" (november 2019)
- "Big City, Bright Lights" (marts 2020)
- "En Stemme" (oktober 2020)
- "Emil" (juni 2021)
- "Under Din Sne" (november 2021)

## Certificeringer

### Liste over guld- og platinplader
Statistik over salg af guld- og platinplader opdateres løbende af International Federation of the Phonographic Industry (IFPI) Danmark
| Dato               | Titel                                   | Selskab          | Type  | Resultat |
| ------------------ | --------------------------------------- | ---------------- | ----- | -------- |
| 6. februar 2018    | Liber                                   | No3 / Sony Music | Album | Guld     |
| 6. februar 2018    | Liber                                   | No3 / Sony Music | Album | Platin   |
| 4. december 2018   | The Minds Of 99                         | No3 / Sony Music | Album | Guld     |
| 8. januar 2019     | Solkongen                               | No3 / Sony Music | Album | Guld     |
| 26. februar 2019   | Alle Skuffer Over Tid                   | No3 / Sony Music | Track | Guld     |
| 26. marts 2019     | Hurtige Hænder                          | No3 / Sony Music | Track | Guld     |
| 21. maj 2019       | Stjerner på Himlen                      | No3 / Sony Music | Track | Guld     |
| 20. august 2019    | Ung Kniv                                | No3 / Sony Music | Track | Guld     |
| 1. oktober 2019    | Solkongen                               | No3 / Sony Music | Track | Platin   |
| 19. november 2019  | Solkongen                               | No3 / Sony Music | Track | Guld     |
| 26. november 2019  | Alle Skuffer Over Tid                   | No3 / Sony Music | Track | Platin   |
| 7. januar 2020     | Hurtige Hænder                          | No3 / Sony Music | Track | Platin   |
| 25. februar 2020   | Det Er Knud Som Er Død                  | No3 / Sony Music | Track | Guld     |
| 5. maj 2020        | Som Fluer                               | No3 / Sony Music | Track | Guld     |
| 5. maj 2020        | Ma Cherie Bon Bon                       | No3 / Sony Music | Track | Guld     |
| 15. september 2020 | Stor Som En Sol / Flad Som En Pandekage | No3 / Sony Music | Track | Guld     |
| 22. september 2020 | K Før Ærlighed                          | No3 / Sony Music | Track | Guld     |
| 3. november 2020   | Ung Kniv                                | No3 / Sony Music | Track | Platin   |
| 22. juni 2021      | Solkongen                               | No3 / Sony Music | Track | 2xPlatin |
| 29. juni 2021      | Som Fluer                               | No3 / Sony Music | Track | Platin   |
| 10. august 2021    | Hurtige Hænder                          | No3 / Sony Music | Track | 2xPlatin |
| 31. august 2021    | Alle Skuffer Over Tid                   | No3 / Sony Music | Track | 2xPlatin |
| 14. september 2021 | Solkongen                               | No3 / Sony Music | Track | Platin   |
| 28. september 2021 | Et Barn Af Min Tid                      | No3 / Sony Music | Track | Guld     |
| 19. oktober 2021   | 1,2,3,4                                 | No3 / Sony Music | Track | Guld     |

## Priser
Carl Prisen
| År   | Modtager/nomineret arbejde | Pris            | Resultat |
| ---- | -------------------------- | --------------- | -------- |
| 2015 | Årets Talent               | The Minds Of 99 | Vundet   |
| 2015 | Årets Komponist Rock       | The Minds Of 99 | Vundet   |

Danish Music Awards
| År   | Modtager/nomineret arbejde | Pris                           | Resultat  |
| ---- | -------------------------- | ------------------------------ | --------- |
| 2014 | The Minds Of 99            | Årets Nye Danske Navn          | Nomineret |
| 2014 | The Minds Of 99            | Årets Nye Danske Rockudgivelse | Nomineret |
| 2014 | The Minds Of 99            | Årets Live Navn                | Nomineret |
| 2016 | Liber                      | Årets danske udgivelse         | Vundet    |
| 2016 | The Minds Of 99            | Årets danske gruppe            | Vundet    |
| 2016 | The Minds Of 99            | Årets danske sangskriver       | Nomineret |
| 2016 | Liber                      | Årets danske rockudgivelse     | Vundet    |
| 2019 | Solkongen                  | Årets danske udgivelse         | Vundet    |
| 2019 | The Minds Of 99            | Årets danske gruppe            | Nomineret |
| 2019 | The Minds Of 99            | Årets danske sangskriver       | Nomineret |
| 2019 | The Minds Of 99            | Årets danske livenavn          | Nomineret |
| 2019 | The Minds Of 99            | Årets danske rocknavn          | Vundet    |
| 2020 | "Som fluer"                | Årets danske sangskriver       | Vundet    |
| 2020 | The Minds Of 99            | Årets danske livenavn          | Nomineret |
| 2021 | The Minds Of 99            | Årets danske gruppe            | Nomineret |
| 2021 | The Minds Of 99            | Årets danske livenavn          | Vundet    |
| 2022 | Infinity Action            | Årets danske album             | Nomineret |
| 2022 | The Minds Of 99            | Årets danske gruppe            | Vundet    |
| 2022 | "Under Din Sne"            | Årets danske radiohit          | Nomineret |
| 2022 | "Under Din Sne"            | Årets danske streaminghit      | Nomineret |
| 2024 | Infinity Action            | Årets danske gruppe            | Nomineret |
| 2024 | The Minds Of 99            | Årets danske livenavn          | Vundet    |

GAFFA-prisen
| År   | Modtager/nomineret arbejde      | Pris                       | Resultat  |
| ---- | ------------------------------- | -------------------------- | --------- |
| 2015 | Liber                           | Årets Danske Album         | Nomineret |
| 2015 | Liber                           | Årets Danske Rockudgivelse | Vundet    |
| 2015 | The Minds Of 99                 | Årets Danske Band          | Nomineret |
| 2019 | Solkongen                       | Årets danske udgivelse     | Vundet    |
| 2019 | The Minds Of 99                 | Årets danske band          | Vundet    |
| 2019 | "Alle skuffer over tid"         | Årets danske hit           | Vundet    |
| 2019 | Solkongen                       | Årets danske rockudgivelse | Vundet    |
| 2019 | The Minds Of 99                 | Årets danske livenavn      | Vundet    |
| 2020 | "Som fluer"                     | Årets danske hit           | Vundet    |
| 2020 | The Minds Of 99                 | Årets danske livenavn      | Vundet    |
| 2020 | The Minds Of 99                 | Årets danske sangskriver   | Nomineret |
| 2022 | "Under dine sne"                | Årets danske hit           | Nomineret |
| 2022 | The Minds Of 99                 | Årets danske livenavn      | Vundet    |
| 2023 | Infinity Action                 | Årets danske udgivelse     | Nomineret |
| 2023 | The Minds Of 99                 | Årets danske Band          | Vundet    |
| 2023 | Infinity Action                 | Årets danske rockudgivelse | Nomineret |
| 2023 | The Minds Of 99                 | Årets danske livenavn      | Nomineret |
| 2023 | The Minds Of 99                 | Årets danske sangskriver   | Nomineret |
| 2024 | Infinity Action: Kult & B-Sider | Årets danske rockudgivelse | Vundet    |

P3 Guld
| År   | Modtager/nomineret arbejde | Pris           | Resultat  |
| ---- | -------------------------- | -------------- | --------- |
| 2014 | The Minds Of 99            | P3 Talentet    | Nomineret |
| 2015 | The Minds Of 99            | P3 Guld Prisen | Nomineret |
| 2019 | The Minds Of 99            | P3 Prisen      | Vundet    |

Zulu Awards
| År   | Modtager/nomineret arbejde | Pris                    | Resultat  |
| ---- | -------------------------- | ----------------------- | --------- |
| 2015 | The Minds Of 99            | Årets Nye Danske Navn   | Nomineret |
| 2016 | The Minds Of 99            | Årets Mandlige Kunstner | Nomineret |

Årets Steppeulv
| År   | Modtager/nomineret arbejde | Pris            | Resultat  |
| ---- | -------------------------- | --------------- | --------- |
| 2015 | "Det Er Knud Som Er Død"   | Årets Sang      | Vundet    |
| 2016 | Liber                      | Årets Album     | Vundet    |
| 2016 | "Ud Af Min Krop"           | Årets Sang      | Nomineret |
| 2016 | The Minds Of 99            | Årets Orkester  | Vundet    |
| 2016 | The Minds Of 99            | Årets Live navn | Nomineret |
| 2018 | The Minds Of 99            | Årets Livenavn  | Vundet    |
| 2019 | The Minds Of 99            | Årets Livenavn  | Vundet    |
| 2019 | Niels Brandt               | Årets Vokalist  | Vundet    |
| 2022 | The Minds Of 99            | Årets Livenavn  | Vundet    |